# حزب سوسیالیست‌های اروپایی
حزب سوسیالیست‌های اروپایی (انگلیسی: Party of European Socialists) یک حزب سیاسی سوسیال دموکرات و مترقی اروپایی است، شامل احزاب سیاسی کشورها در سطح ملی و کشورهای عضو اتحادیه اروپا به‌علاوه نروژ و بریتانیا می‌باشند. این امر شامل گروه‌های بزرگی از جمله شامل احزاب اصلی مانند حزب سوسیال دموکرات آلمان، حزب سوسیالیست (فرانسه)، حزب کارگر (بریتانیا)، حزب دموکراتیک ایتالیا، حزب سوسیالیست (پرتغال)، حزب سوسیال دموکرات رومانیایی و حزب سوسیالیست کارگران اسپانیا می‌شود. احزاب از تعدادی دیگر از کشورهای اروپایی و از منطقه دریای مدیترانه نیز به عنوان احزاب وابسته یا ناظر در حزب سوسیالیست‌های اروپایی پذیرفته شده‌اند. اکثر احزاب عضو وابسته، ناظر اعضای ائتلاف ترقی‌خواه یا انترناسیونال سوسیالیست گسترده‌تر هستند.
حزب سوسیالیست‌های اروپایی در حال حاضر توسط رئیس آن، استفان لوون، نخست‌وزیر سابق سوئد، رهبری می‌شود. گروه سیاسی آن در پارلمان اروپا ائتلاف مترقی سوسیالیست‌ها و دموکرات‌ها (S&D) است. حزب سوسیالیست‌های اروپایی همچنین در کمیته اروپای مناطق (در گروه PES در کمیته مناطق) و شورای اروپا فعالیت دارد.

## نام
نام انگلیسی این حزب «حزب سوسیالیست‌های اروپایی» است. علاوه بر این، نام‌های زیر در زبان‌های دیگر استفاده می‌شود:
- آلبانیایی: Partia e Socialistëve Europeanë
- بوسنیایی: Stranka europskih socijalista
- بلغاری: Партия на европейските социалисти
- کرواتی: Stranka europskih socijalista
- چک: Strana evropských socialistů
- دانمارکی: De Europæiske Socialdemokrater
- هلندی: Partij van Europese Socialisten
- استونیایی: Euroopa Sotsialistlik Partei
- فنلاندی: Euroopan sosialidemokraattinen puolue
- فرانسوی: Parti socialiste européen
- آلمانی: Sozialdemokratische Partei Europas
- یونانی: اروپایی Σοσιαλιστικό Κόμμα
- مجارستانی: Európai Szocialisták Pártja
- ایسلندی: Flokkur evrópskra sósíalista
- ایرلندی: Páirtí na Sóisialaithe Eorpach
- ایتالیایی: Partito del Socialismo Europeo
- لتونی: Eiropas Sociāldemokratiskā partija
- لیتوانیایی: Europos socialistų partija
- لوگزامبورگی: Partei vun den Europäesche Sozialisten
- اروپایی: те социјалисти Macedonian: Партија на
- مالتی: Partit tas-Soċjalisti Ewropej
- نروژی: Det europeiske sosialdemokratiske partiet
- لهستانی: Partia Europejskich Socjalistów
- پرتغالی: Partido Socialista Europeu
- رومانیایی: Partidul Socialiștilor Europeni
- صربی: Партија اروپاییх социјалиста
- اسلواکی: Strana europskych socialistov
- اسلوونیایی: Stranka evropskih socialistov
- اسپانیایی: Partido Socialista Europeo
- سوئدی: Europeiska socialdemokratiska partiet
- ترکی: Avrupa Sosyalistler Partisi

در مارس ۲۰۱۴ پس از کنگره رم، حزب سوسیالیست‌های اروپایی به دنبال پذیرش حزب دمکرات ایتالیا در این سازمان، شعار «سوسیالیست‌ها و دموکرات‌ها» را به نام خود اضافه کرد.